# Carbuccia
Carbuccia település Franciaországban, Corse-du-Sud megyében. Lakosainak száma 380 fő (2022. január 1.). Carbuccia Peri, Tavaco, Ucciani és Vero községekkel határos.

## Népesség
A település népességének változása:
| Lakosok száma | 223  | 180  | 182  | 323  | 359  | 381  | 393  | 381  | 375  | 380  |
|               | 1968 | 1982 | 1990 | 2006 | 2013 | 2015 | 2017 | 2019 | 2020 | 2022 |